# Завалійківська сільська рада
Завалі́йківська сільська́ ра́да — адміністративно-територіальна одиниця та орган місцевого самоврядування в Волочиському районі Хмельницької області. Адміністративний центр — село Завалійки.

## Загальні відомості
- Територія ради: 33,259 км²
- Населення ради: 1 201 особа (станом на 2001 рік)
- Територією ради протікає Бованець

## Населені пункти
Сільській раді були підпорядковані населені пункти:
- с. Завалійки

## Склад ради
Рада складалася з 12 депутатів та голови.
- Голова ради: Коберник Олександр Павлович
- Секретар ради: Гуцал Ніна Петрівна

### Керівний склад попередніх скликань
| Прізвище, ім'я, по батькові | Основні відомості                                                               | Дата обрання | Дата звільнення |
| --------------------------- | ------------------------------------------------------------------------------- | ------------ | --------------- |
| Шуляк Юрій Васильович       | Сільський голова, 1952 року народження, член Народної партії                    | 26.03.2006   | 31.10.2010      |
| Коберник Олександр Павлович | Сільський голова, 1953 року народження, освіта середня спеціальна, безпартійний | 31.10.2010   |                 |

Примітка: таблиця складена за даними сайту Верховної Ради України

### Депутати
За результатами місцевих виборів 2010 року депутатами ради стали:

#### За суб'єктами висування
| Суб'єкт висування | Кількість обраних депутатів | %   |
| ----------------- | --------------------------- | --- |
| Самовисування     | 12                          | 100 |

#### За округами
| № округу | Прізвище, ім'я, по батькові       | Дата визнання обраним | Освіта  | Партійна приналежність                 | Відомості про обраного депутата                                      |
| -------- | --------------------------------- | --------------------- | ------- | -------------------------------------- | -------------------------------------------------------------------- |
| 1        | Іванюк Галина Леонідівна          | 05.11.2010            | середня | позапартійна                           | Волочиський територіальний центр, соціальний працівник               |
| 2        | Корчинська Тетяна Андріївна       | 05.11.2010            | вища    | позапартійна                           | Завалійківська сільська рада, головний бухгалтер                     |
| 3        | Гуцал Ніна Петрівна               | 05.11.2010            | вища    | позапартійна                           | Завалійківська сільська рада, секретар                               |
| 4        | Габатель Оксана Антонівна         | 05.11.2010            | вища    | позапартійна                           | КП «Волочиське», продавець                                           |
| 5        | Бабич Лідія Іванівна              | 05.11.2010            | вища    | позапартійна                           | ТзОВ АФ «Онікс» с. Завалійки, бухгалтер                              |
| 6        | Ластовецький Віталій Віталійович  | 05.11.2010            | вища    | член Політичної партії «Нова політика» | Волочиський машзавод, енергетик цеху                                 |
| 7        | Павенська Ольга Олександрівна     | 05.11.2010            | вища    | позапартійна                           | ТзОВ АФ «Онікс» с. Завалійки, бухгалтер                              |
| 8        | Корчинська Ольга Францівна        | 05.11.2010            | вища    | позапартійна                           | Завалійківський фельдшерсько-акушерський пункт, патронажна медсестра |
| 9        | Судома Наталія Юріївна            | 05.11.2010            | вища    | позапартійна                           | Завалійківська загальноосвітня школа І-ІІІ ст., вчитель              |
| 10       | Спас Надія Володимирівна          | 05.11.2010            | вища    | позапартійна                           | Завалійківська загальноосвітня школа І-ІІІ ст., вчитель              |
| 11       | Кащена Інна Степанівна            | 05.11.2010            | середня | позапартійна                           | приватний підприємець, продавець                                     |
| 12       | Мотилевський Анатолій Віталійович | 05.11.2010            | вища    | позапартійний                          | Завалійківська загальноосвітня школа І-ІІІ ст., директор школи       |